# Dystrykt Coimbra
Dystrykt Coimbra (wym. /'ku'ĩbɾɐ/; port. Distrito de Coimbra) – jednostka administracyjna pierwszego rzędu w środkowej Portugalii. Ośrodkiem administracyjnym dystryktu jest miasto Coimbra, innym ważnym miastem jest Figueira da Foz. Położony jest na terenie regionu Centralnego, od północy graniczy z dystryktami Aveiro i Viseu, od wschodu z dystryktami Guarda i Castelo Branco a od południa z dystryktem Leiria. Powierzchnia dystryktu wynosi 3947 km², zamieszkuje go 441 245 osób, gęstość zaludnienia wynosi 112 os./km².
W skład dystryktu Coimbra wchodzi 17 gmin:
- Arganil
- Cantanhede
- Coimbra
- Condeixa-a-Nova
- Figueira da Foz
- Góis
- Lousã
- Mira
- Miranda do Corvo
- Montemor-o-Velho
- Oliveira do Hospital
- Pampilhosa da Serra
- Penacova
- Penela
- Soure
- Tábua
- Vila Nova de Poiares